# 오키나와판
오키나와 판은 대만의 북단에서 규슈 남부에 걸쳐있는 길고 좁은 판이다. 후열도 분지인 오키나와 해곡에 의해 유라시아판의 일부인 양쯔판과 분리된다. 동쪽으로는 류큐 해구를 경계로 필리핀해판과 접한다.